# Waiting for My Rocket to Come
Waiting for My Rocket to Come è l'album di debutto del cantautore rock Jason Mraz pubblicato nel 2002.

## Tracce
1. You and I Both (Mraz) – 3:39
2. I'll Do Anything (Galewood, Mraz) – 3:11
3. The Remedy (I Won't Worry) (Christy, Edwards, Mraz, Spock) – 4:16
4. Who Needs Shelter (Keup, Mraz, Schermerhorn) – 3:12
5. Curbside Prophet (Galewood, Mraz, Ruffalo) – 3:34
6. Sleep All Day (Mraz) – 4:56
7. Too Much Food (Mraz) – 3:41
8. Absolutely Zero (Mraz) – 5:39
9. On Love, In Sadness (Keene, Mraz) – 3:28
10. No Stopping Us (Mraz) – 3:18
11. The Boy's Gone (Mraz) – 4:15
12. Tonight, Not Again (Keene, Mraz) – 4:49

## Classifiche
| Classifica (2003) | Posizione massima |
| ----------------- | ----------------- |
| Stati Uniti       | 55                |